# Вест Хамлин (Западна Вирџинија)
Вест Хамлин (енгл. West Hamlin) град је у америчкој савезној држави Западна Вирџинија.

## Демографија
По попису из 2010. године број становника је 774, што је 78 (11,2%) становника више него 2000. године.
| Група             | 2000.       | 2010.       |
| Белци             | 685 (98,4%) | 757 (97,8%) |
| Афроамериканци    | 0 (0,0%)    | 1 (0,1%)    |
| Азијати           | 0 (0,0%)    | 0 (0,0%)    |
| Хиспаноамериканци | 5 (0,7%)    | 7 (0,9%)    |
| Укупно            | 696         | 774         |